# 사뮈
사뮈(1993년 4월 24일 ~ )는 대한민국의 가수이다. 2016년 EP 앨범 [새벽 지나면 아침]으로 데뷔했다. 대외적으로는 솔로 아티스트이지만 동명의 팀으로 유동혁(기타), 배상언(베이스), 황영준(드럼)과 함께 활동하고 있다.

## 학력
- 서울실용음악고등학교 베이스과 졸업

## 방송
- 그레이트 서울 인베이전 (2022) - Top45

## 피처링
- 김뜻돌 <사라져> (2019)